# Bankhaus Seligmann

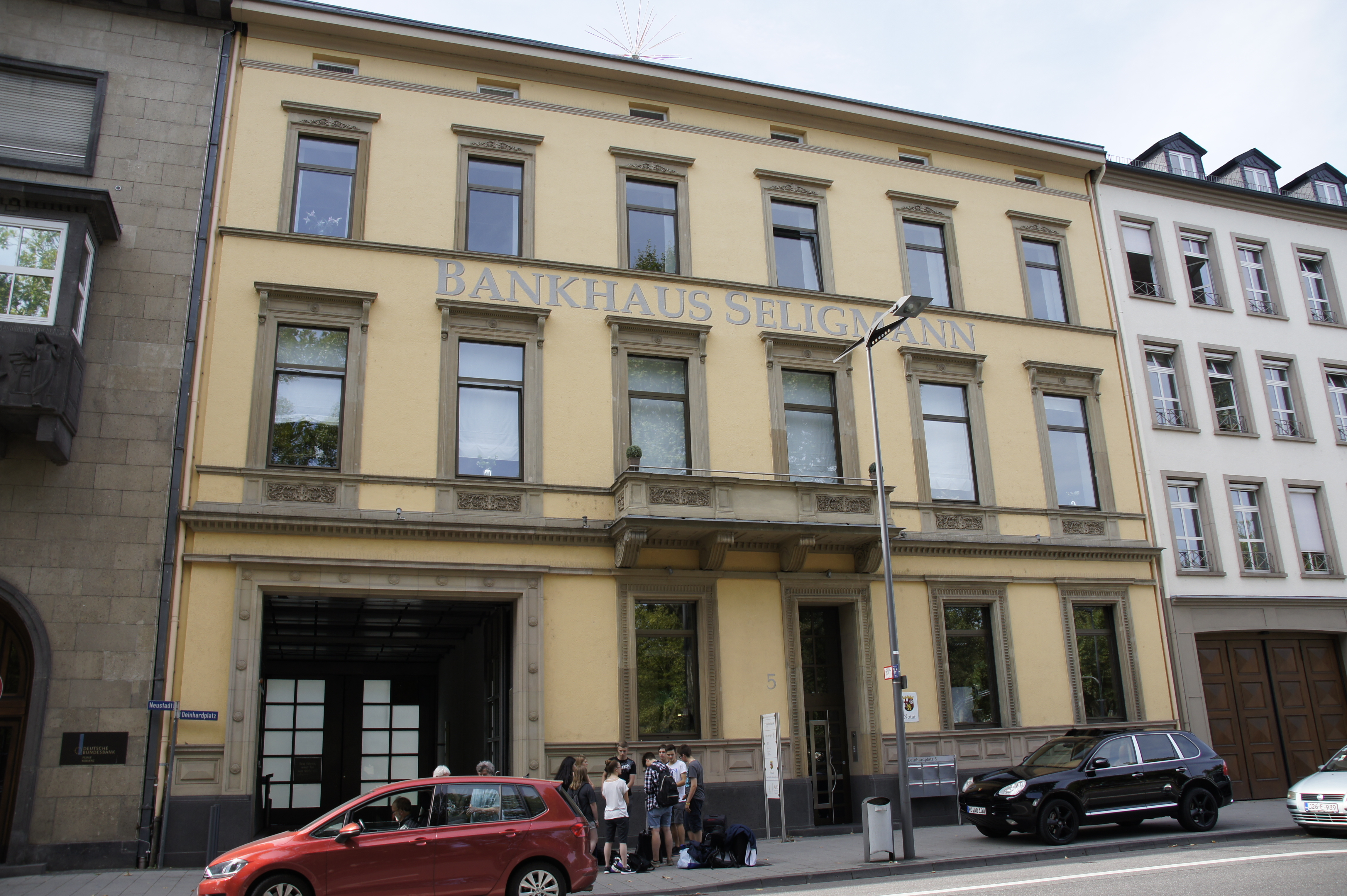
Das denkmalgeschützte ehemalige „Bankhaus Seligmann“, früher Neustadt 5, heute Deinhardplatz 5

Das Bankhaus Seligmann wurde 1811 in Koblenz gegründet. 1844 wurde eine Filiale des Unternehmens in Köln eröffnet. Das Bankhaus existierte bis zu seiner Insolvenz im Jahre 1932.

## Geschichte
Der Ahnherr der Bankiersfamilie Seligmann, Moses Seligmann (1753–1842), stammte aus einer jüdischen Viehhändlerfamilie in Oberbieber (heute ein Stadtteil von Neuwied, damals zur Grafschaft Wied gehörig). Zu Beginn der 1770er Jahre zog er nach Koblenz, das damals die Residenzstadt der Kurfürsten von Trier war. Er betätigte sich als Geldhändler und heiratete die aus einer angesehenen jüdischen Familie stammende Nanette Dahl (ca. 1757–1827). Vermutlich 1811 erhielt einer der Söhne von Moses Seligman, Leopold (1787–1857), sein erstes Handelspatent für Woll- und Textilhandel, das nach Erlass des Dekrets über Handel, Gewerbe, Freizügigkeit und Militärdienst der Juden (das sogenannte décret infame = schändliches Dekret) aus dem Jahre 1808 notwendig war und jährlich erneuert werden musste. Durch das Dekret, das bis 1843 gültig war, blieben Juden weiterhin Bürger zweiter Klasse.
Leopold Seligmann gilt als Gründer der Bank, und 1811 wurde vom Bankhaus selbst später als Gründungsjahr betrachtet. Nach 1815 verlegte sich Seeligman auf den Geld- und Effektenhandel. Er lebte und arbeitete in Koblenz im Haus Paradeplatz 467. Im Jahre 1844 eröffnete er in Köln, Casinostr. 14, eine Niederlassung seines privaten Bankhauses, das weiterhin als „Handlung“ firmierte; Seligmann selbst nannte sich ab diesem Zeitpunkt Banquier. Durch den Ankauf weiterer Gebäude in Casino- und Pipinstraße entstand ein großer Komplex nahe der Kirche St. Maria im Kapitol. In Köln erhoffte sich das Bankhaus zahlreiche Investitions- und Finanzierungsmöglichkeiten in der aufstrebenden Schwerindustrie und im Eisenbahnwesen. Trotz wachsender wirtschaftlicher Bedeutung der Kölner Filiale blieb das Bankhaus Seligmann ein „Emporkömmling“ im Vergleich zu den führenden Finanzinstituten der Stadt.

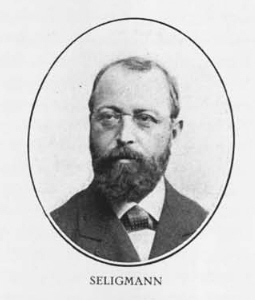
Moritz Seligmann (1876)

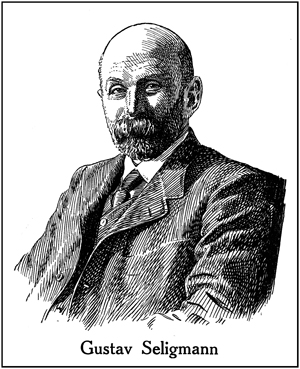
Gustav Seligmann

Seligmann wurde ein vermögender Mann; seine Familie pflegte zahlreiche gesellschaftliche und verwandtschaftliche Beziehungen vor allem zu anderen wohlhabenden jüdischen Familien, wie etwa den Kölner Bankiers Oppenheim sowie den Familien Wittgenstein und Figdor. Er war kunstbegeistert und trug eine kostbare Sammlung von Bildern, Möbeln und andere Kunstobjekten zusammen, die von seinen Nachkommen gepflegt und erweitert wurde, und er unterstützte das Koblenzer Musik-Institut. Er verstarb 1857 in Koblenz.
Mit seiner Frau Henriette (1794–1821), geborene Landau, hatte Leopold Seligmann insgesamt sieben überlebende Söhne. Drei von ihnen traten zum Protestantismus über. Da drei weitere Söhne unverheiratet und kinderlos waren, blieben aus der Familie Seligmann nur die Nachfahren des Sohnes Eduard, der eine Tochter hatte, dem Judentum verbunden. Nach dem Tod von Leopold Seligmann übernahmen vier seiner Söhne die Bank: Bernhard (1815–1899), der „Seniorchef“ in Koblenz wurde, sowie Jakob (1818–1891), Heinrich (1835–1909) und Moritz (1840–1915), die die Filiale in Köln leiteten. Der älteste Sohn Adolph trat nicht in die Bank ein, sondern nahm als erstes Familienmitglied ein Studium auf und wurde Anwalt. Er ließ sich ebenso wie sein Bruder Eduard, der Arzt geworden war, in Köln nieder.
Der Koblenzer Sitz der Bank wurde in das Haus Neustadt 6 verlegt; das Stammhaus am Paradeplatz diente nur noch privaten Wohnzwecken. Bernhard Seligmann und seine niederländische Frau Sara (1829–1890), geborene Rosenik, pflegten persönliche Kontakte zum preußischen Prinzen und späteren deutschen Kaiser Wilhelm I. und zu dessen Frau Augusta, die sich gerne in Koblenz aufhielt. Die Eheleute ließen das benachbarte Haus Neustadt 5 in einen prachtvollen Stadtpalais umbauen. Nach dem Tod des unverheirateten Bruders August Seligmann (1820–1901), über dessen berufliche Aktivitäten nichts bekannt ist, wurde es 1901 verkauft. Das Gebäude ist noch existent und steht unter Denkmalschutz.
Parallel zu den beiden Sitzen des Bankhauses in Köln und Koblenz bildeten sich in der dritten Generation zwei Familienzweige aus. Im April 1894 begann der spätere Bundeskanzler Konrad Adenauer eine Lehre im Bankhaus Seligmann in Köln, die er jedoch zugunsten eines Studiums nach wenigen Wochen wieder aufgab. Auch der Industrielle Ernst Busemann und der Börsenspekulant Stephan von Sarter wurden bei Seligmann ausgebildet.
Vertreter der vierten Generation der Familie seit der von Moses Seligmann war Gustav Seligmann (1849–1920). Unter seiner Führung hatte die Bank zunächst ihre glanzvollste Zeit, und 1911 feierte sie ihr 100-jähriges Bestehen. Das Unternehmen profitierte von der wirtschaftlichen Aufbruchstimmung der Gründerzeit, und die Seligmanns erwarben in Koblenz weitreichenden Immobilienbesitz. Privat machte sich Gustav Seligmann als Mineraloge einen Namen; nach ihm wurde das Mineral Seligmannit benannt. Er heiratete Maria Liebermann von Sonnenberg (1848–1920), die aus einer preußischen Offiziersfamilie stammte; damit war die Familie in der preußischen Oberschicht angekommen. Sie verstand sich als „preußisch“, mit fatalen Folgen: Aus patriotischer Überzeugung und in Wahrnehmung seiner „vaterländischen Pflicht für Reich und Kaiser“ zeichnete Gustav Seligmann im Ersten Weltkrieg Kriegsanleihen in Höhe seines Privatvermögens, das auf vier bis fünf Millionen Mark geschätzt wurde, ein Großteil des Eigenkapitals der Banks und legte mutmaßlich auch Kundeneinlagen in Kriegsanleihen an. Nach der Kriegsniederlage war dieses Geld verloren. Als Gustav Seligmann und seine Frau Maria am 28. Juni 1920 innerhalb von fünf Stunden starben, gab dies zu Spekulationen Anlass.
In der Folge dieser riesigen Verluste hatte das Bankhaus Seligmann während der gesamten 1920er Jahre eine finanzielle Schieflage, die durch die Weltwirtschaftskrise verschärft wurde. Ab 1929 versuchten die persönlich haftenden Gesellschafter der Familie, alle verfügbaren Güter zu Geld zu machen, um die drohende Insolvenz abzuwenden. Verkauft wurden Immobilien und Kunstsammlungen, zudem Hypotheken und Darlehen aufgenommen. Als Sicherheit für ein Darlehen hinterlegte etwa Leopold (Heinrich) Seligmann (1886–1946), Enkel von Gustav Seligmann und Sohn von dessen Sohn Heinrich, seine wertvolle Kunstsammlung beim Bankhaus A. Levy & Co. Im April 1930 wurde sie in Berlin für 250.000 Reichsmark versteigert, nachdem ihr Wert im Vorfeld auf mindestens die doppelte Summe geschätzt worden war. Treibende Kraft in der Bank war zu dieser Zeit sein Neffe Paul Seligmann (1875–1944), der in den 1920er Jahren ungeachtet der finanziellen Probleme seiner Familie die repräsentative und heute denkmalgeschützte Villa Am Südpark 47 in Köln-Marienburg erbauen ließ. Trotz der Bemühungen von namhaften Kölner Industriellen und Bankiers wie Robert Pferdmenges und Paul Silverberg und nachdem das Reichswirtschaftsministerium die Verlängerung einer Bürgschaft abgelehnt hatte, musste die Bank 1932 schließlich wegen Insolvenz schließen. Die Liquidation des Unternehmens zog sich bis 1938 hin.
Am 16. August 1938 erschien im Nationalblatt ein Artikel des Koblenzer Stadtarchivars Hans Bellinghausen über die Geschichte des Bankhauses Seligmann. Inhaltlich war der Artikel sachlich gehalten, erschien aber unter der Überschrift „Ausbeuter der Bürgerschaft – Alt-Koblenz und die Judenplage“. Der Artikel schloss mit dem Satz: „Einige Metzger, Händler und kleine jüdische Kaufleute stehen dann noch ganz am Rande dieses geschichtlichen Überblicks über die Bedeutung des Koblenzer Judentums, das auch hier eingesehen hat, dass seine Rolle im Dritten Reich Adolf Hitlers ausgespielt ist.“

## Schicksal der Familie
Mehrere männliche Nachkommen der Familie Seligmann fielen im Krieg oder starben vor Ende des Zweiten Weltkriegs. Einige Familienmitglieder legten den „stigmatisierenden“ Namen Seligmann ab – so erhielten die Söhne von Paul Seligmann auf Betreiben ihrer Mutter Ludovica den Nachnamen Selldorf –, andere emigrierten ins Ausland oder ließen sich von nichtjüdischen Verwandten adoptieren. Die Taufbescheinigung ihrer Urgroßmutter Sara Seligmann (1829–1890) verhalf zwei Nachfahren zu einem „Ariernachweis“. Andere Familienmitglieder, die als „Juden“ oder „jüdische Mischlinge ersten Grades“ registriert waren, blieben offenbar weitgehend unbehelligt. Klara Fuchs, eine Tochter von Heinrich Seligmann, kam bei Freunden in Bad Godesberg unter. Dort wurde sie am 15. Februar 1945 gemeinsam mit ihrem Sohn, ihrer Schwiegertochter und zwei Enkeln sowie weiteren Menschen bei einem Bombenangriff getötet.

## Leopold Seligmann

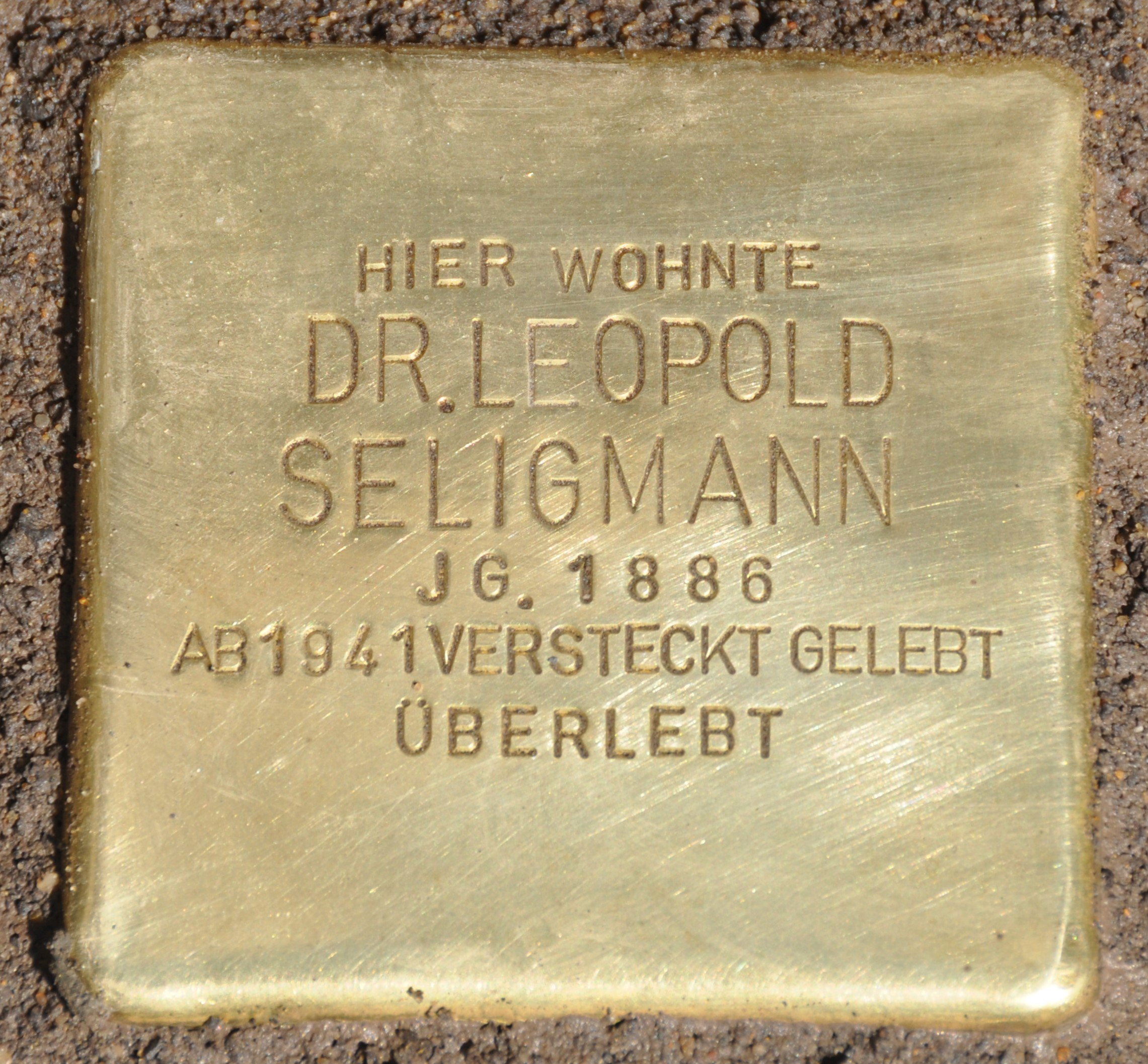
Stolperstein für Leopold Seligmann

Leopold Seligmann wurde ebenfalls als „jüdischer Mischling ersten Grades“ eingestuft. Bis zum Tod seiner Frau im Jahr 1935 war er durch die Ehe mit einer „Arierin“ in einer „privilegierten Mischehe“ geschützt. Im August 1939 wurde er mit einer Anzeige wegen „Rassenschande“ denunziert, da er angeblich ein Verhältnis mit der Frau eines „Parteigenossen“ sowie deren Schwester habe. Das Verfahren wurde eingestellt. Vermutlich ab 1942 bis Kriegsende wurde er von den Eigentümern der Kölner Lackfabrik Bollig & Kemper, Hans und Willi Kemper, als Arbeiter in deren Fabrik versteckt. Nach dem Verlust seiner Kunstsammlung 1932, dem Tod seiner Frau drei Jahre später, der gesellschaftlichen Ausgrenzung, der denunzierenden Anzeige sowie jahrelangem Verstecken unter starker seelischer Anspannung war er ein gebrochener Mann. Er starb 1946.
Am 16. Juni 2025 wurde vor dem Haus Hohenzollernring 1–3 in Köln auf Initiative des Kölner Alpenvereins, dessen Mitglied er gewesen war, ein Stolperstein verlegt.